# Mariana Yampolsky
Mariana Yampolsky (* 6. September 1925 in Chicago; † 3. Mai 2002 in Mexiko-Stadt) war eine US-amerikanische und mexikanische Künstlerin.

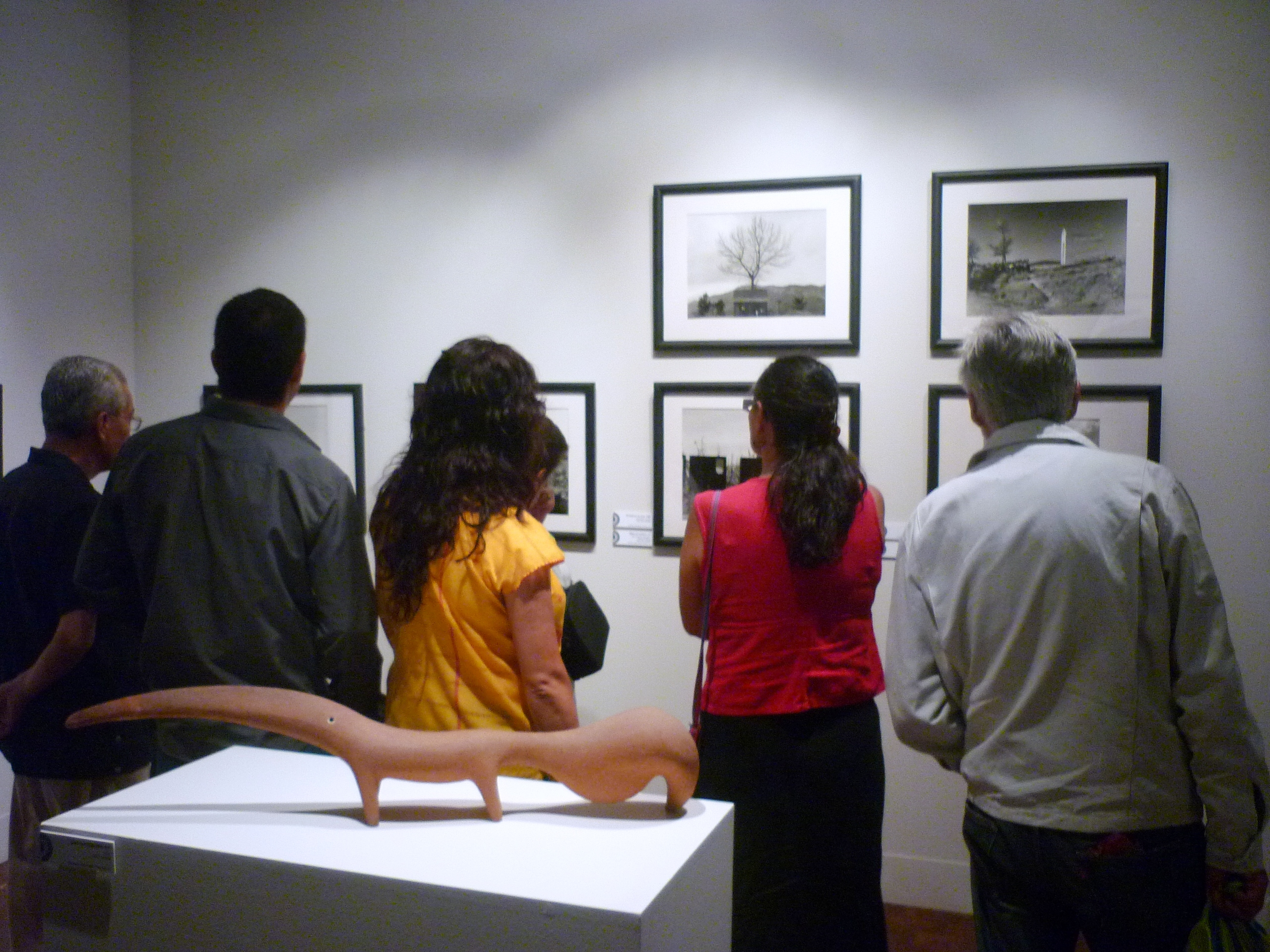
Ausstellung von Yampolskys Werken im Museo de Arte Popular

Nach einem humanistischen Studium in Chicago und Berlin zog sie 1944 nach Mexiko-Stadt, wo sie Malerei an der Escuela Nacional de Artes Plásticas und Fotografie bei Lola Álvarez Bravo studierte. Grafik studierte sie an der Escuela de Artes del Libro. Von 1955 bis 1957 organisierte sie Ausstellungen für die Taller de Gráfica Popular (Werkstatt der Volksgraphiker, TGP), deren Mitglied sie war. 1958 gründete sie mit Leopoldo Méndez und anderen Künstlern den Kunstverlag Fondo Editorial de Plástica Mexicana. Im Jahre 1966 war sie Mitbegründerin eines Ausbildungszentrums für Fremdsprachen am Instituto Politécnico Nacional. Bei den Olympischen Spielen 1968 wirkte sie am Kulturprogramm mit.